# Immergrüne Kriech-Heckenkirsche

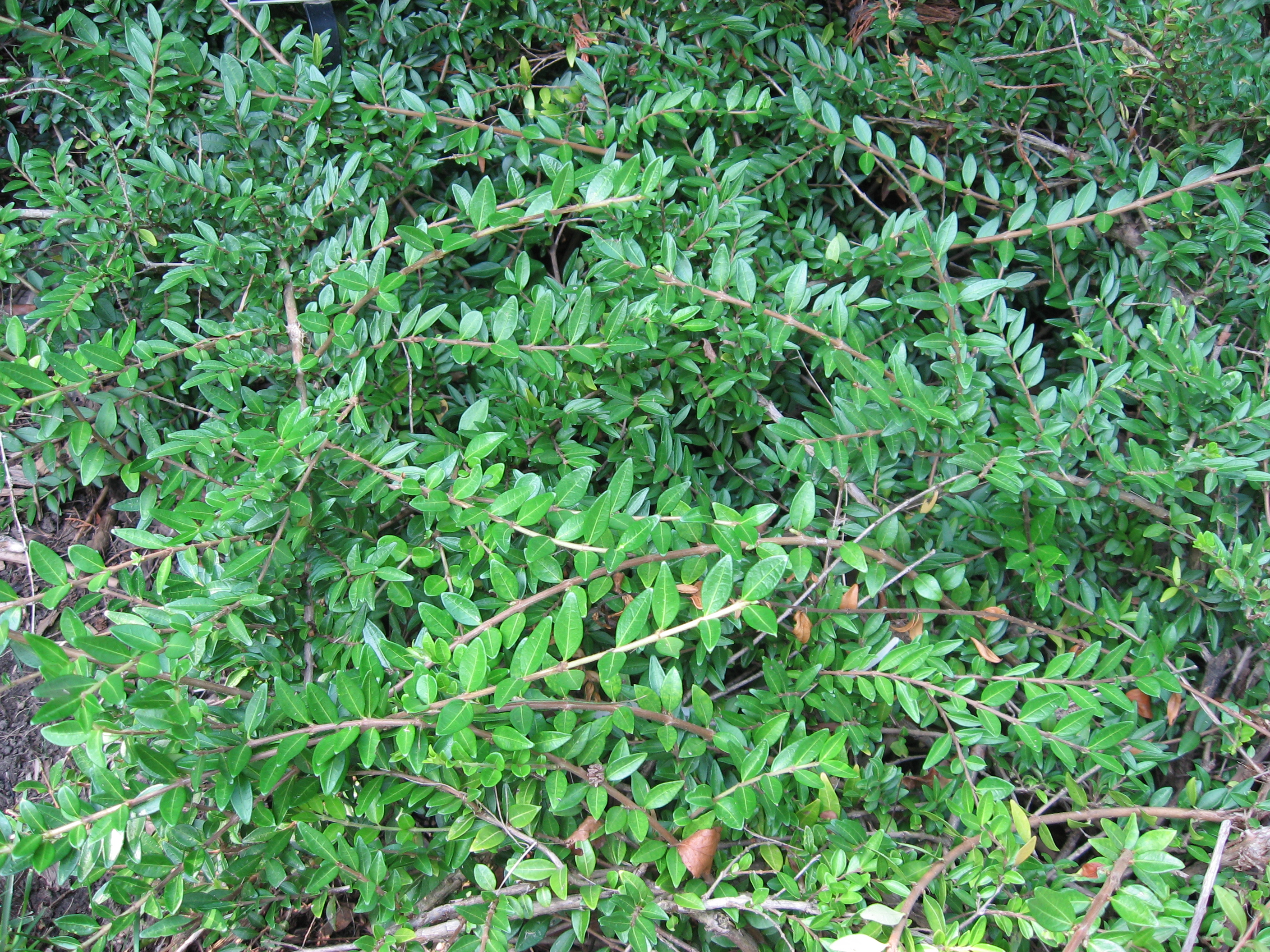
Habitus

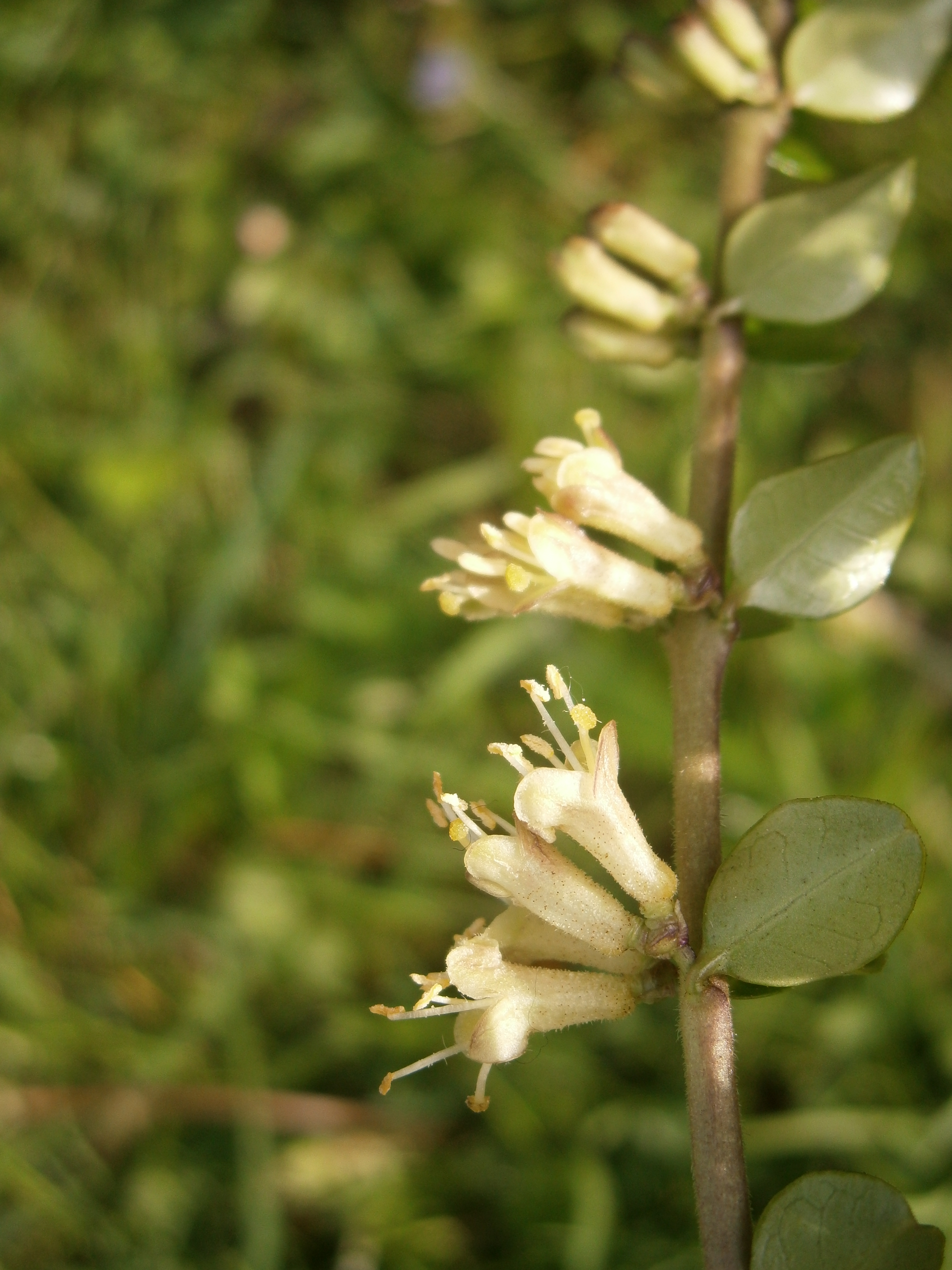
Blüte

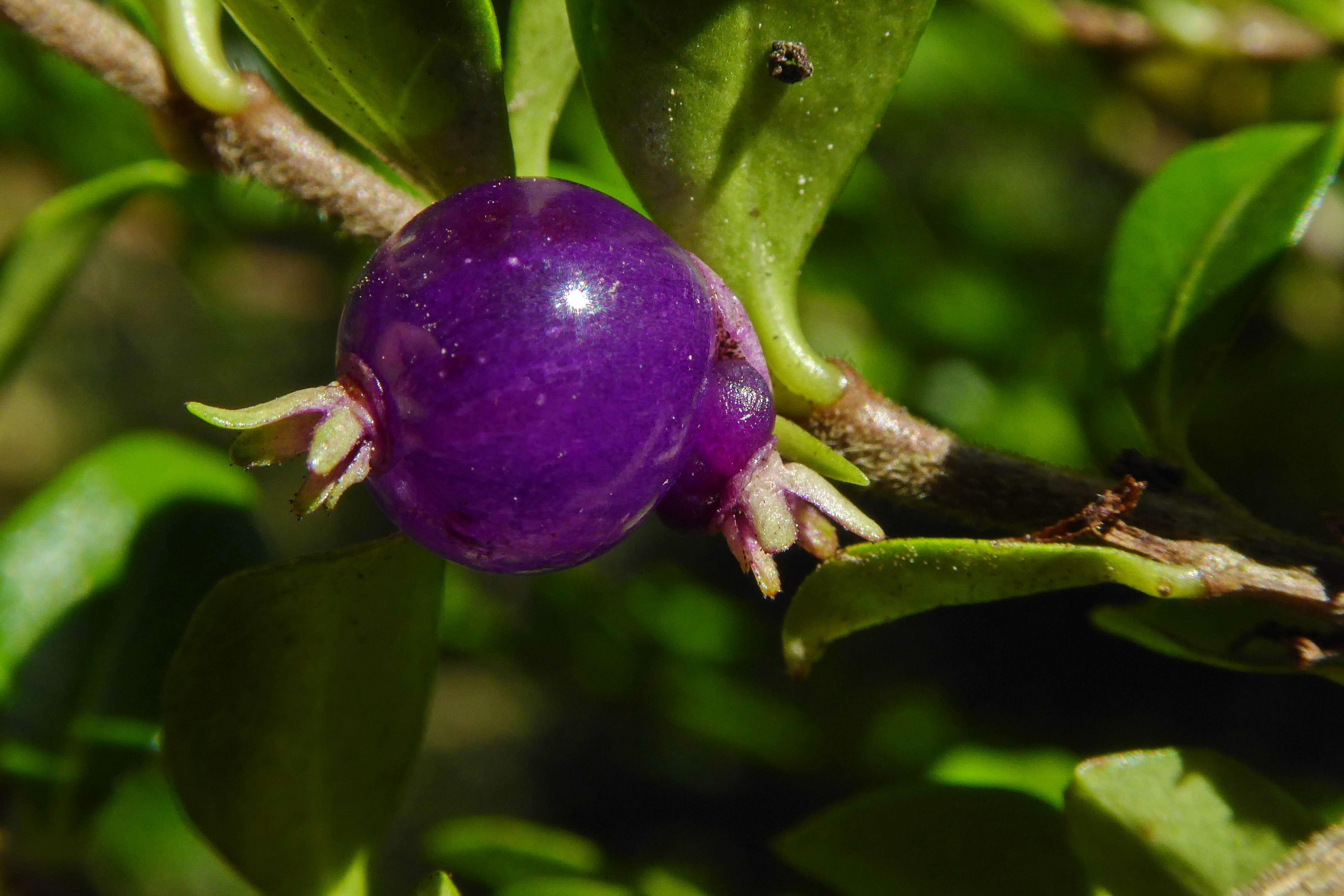
Beere

Die Immergrüne Kriech-Heckenkirsche (Lonicera pileata) ist ein kleiner Strauch mit duftenden, 7 bis 8 Millimeter großen Blüten aus der Familie der Geißblattgewächse (Caprifoliaceae). Das natürliche Verbreitungsgebiet liegt in China. Sie wird aufgrund der dekorativen Beeren sehr häufig als Zierpflanze verwendet. 

## Beschreibung
Die Immergrüne Kriech-Heckenkirsche ist ein immergrüner, ausgebreiteter bis 0,5 bis 1, selten 1,5 Meter hoher Strauch mit dünnen, nicht hohlen Zweigen und behaarten Trieben. Die Laubblätter sind zweizeilig angeordnet und kurz gestielt. Die Blattspreite ist einfach, eiförmig bis länglich-lanzettlich, 5 bis 40 Millimeter lang und 4 bis 15 Millimeter breit, mit stumpfer oder abgerundeter Blattspitze und keilförmiger Basis. Die Blattoberseite ist dunkelgrün und glänzend, die Unterseite ist heller und entlang des Mittelnervs sparsam behaart oder kahl.
Die duftenden Blüten wachsen achselständig in Paaren auf kurzen Stielen. Die Tragblätter sind pfriemlich und etwa so lang wie die Fruchtknoten. Die Vorblätter sind becherartig verwachsen. Die blassgelbe Blütenkrone ist trichterförmig, 7 bis 8 Millimeter lang und innen und außen behaart. Der Kronsaum ist regelmäßig, die Kronröhre stark höckrig und länger als der Saum. Die Staubblätter und der Griffel überragen den Kronsaum deutlich. Als Früchte werden kugelige, 5 Millimeter durchmessende, bei Fruchtreife purpurviolette Beeren gebildet. 
Die Immergrüne Kriech-Heckenkirsche blüht im Mai und Juni.
Lonicera ligustrina hat die Chromosomenzahl 2n = 18 oder 22.

## Verbreitung
Das natürliche Verbreitungsgebiet liegt in Mittel- und Westchina. Die Immergrüne Kriech-Heckenkirsche wächst in kühlfeuchten Wäldern, Gebüschen und Hecken, auf mäßig trockenen bis frischen, schwach sauren bis alkalischen, nicht zu nährstoffreichen Böden an lichtschattigen, kühlen bis kalten Standorten. Die Art ist mäßig frosthart. Das Verbreitungsgebiet wird der Winterhärtezone 6b zugeordnet mit mittleren jährlichen Minimaltemperaturen von −20,5 bis −17,8 °C (−5 bis 0 °F).

## Systematik
Die Immergrüne Kriech-Heckenkirsche (Lonicera pileata) ist eine Art aus der Gattung der Heckenkirschen (Lonicera) in der Familie der Geißblattgewächse (Caprifoliaceae). Dort wird die Gattung der Unterfamilie Caprifolioideae zugeordnet. Die Art wurde 1887 von Daniel Oliver erstmals wissenschaftlich beschrieben. Der Gattungsname Lonicera erinnert an den deutschen Mathematiker, Arzt und Botaniker Adam Lonitzer (lateinisch Lonicerus). Das Artepitheton pileata ist spätlateinisch und heiß so viel wie „eine Filzkappe tragend“.

## Verwendung
Die Immergrüne Kriech-Heckenkirsche wird häufig aufgrund der dekorativen Früchte als Zierpflanze verwendet.

## Nachweise